# Roger Angell
Pour les articles homonymes, voir Angell.
Roger Angell (né le 19 septembre 1920 à New York et mort le 20 mai 2022 à Manhattan) est un essayiste américain connu pour ses écrits sur le sport, en particulier le baseball.
Il est surnommé « le poète lauréat du baseball », bien qu'il considère accomplir un travail de reporter plutôt que d'écrivain.
Il est à partir de mars 1944 un fréquent contributeur au New Yorker, dont il fut nommé éditeur de la section fiction en 1956. Ses écrits portent surtout sur le baseball, mais il a écrit aussi sur le tennis, le football, le hockey, l'aviron et le sport hippique, en plus de rédiger l'annuel poème de Noël du New Yorker.

## Biographie

### Carrière
Diplômé en 1942 de l'université Harvard après des études d'anglais, il passe quatre ans dans la United States Air Force pendant la Seconde Guerre mondiale. Posté à Honolulu, il n'est pas engagé dans des combats et est l'éditeur de Brief, un magazine distribué aux militaires américains engagé dans la guerre du Pacifique.
Roger Angell a remporté un grand nombre de prix littéraires, incluant un prix George-Polk, un Kenyon Review Award, ainsi que le premier prix hommage pour une carrière en littérature sportive remis en 2010 par le PEN American Center et le réseau ESPN (PEN/ESPN Lifetime Achievement Award for Literary Sports Writing). Il est aussi fellow de l'Académie américaine des arts et des sciences, qui lui décerne en 2012 le Michael Braude Award for Light Verse, un prix pour la poésie « légère » à tendance humoristique.
En 2014, Roger Angell est honoré du J. G. Taylor Spink Award, le plus prestigieux prix remis à un journaliste de baseball par l'Association des chroniqueurs de baseball d'Amérique. Il est le premier récipiendaire du prix, inauguré en 1962, à ne jamais avoir été membre de cette association de journalistes.
En 2015, son essai This Old Man reçoit le National Magazine Award du meilleur essai.
Âgé de plus de 95 ans, Roger Angell publie un blogue pour le New Yorker et révise des articles soumis au magazine.
Plusieurs volumes de ses écrits ont été publiés, dont The Summer Game et Five Seasons.

### Vie privée
Sa mère, Katharine, fut la première femme éditrice de la section fiction du New Yorker, et son beau-père fut E. B. White. Roger Angell a eu deux filles, Callie et Alice, de sa première épouse, Evelyn Baker, à qui il fut marié pendant 19 ans. Il est ensuite marié durant 48 ans à Carol Rogge, emportée en 2012 par un cancer du sein à l'âge de 73 ans. Le couple a un fils, John Henry. Callie Angell, spécialiste des films d'Andy Warhol, se supprime en 2010 à l'âge de 62 ans.

### Mort
Roger Angell meurt le 20 mai 2022 à Manhattan à l'âge de 101 ans.